# Two Fingers
«Two Fingers» (en español: «Dos dedos») es una canción del cantante y compositor británico Jake Bugg. Fue lanzado como el quinto sencillo de su álbum debut homónimo (2012). Fue lanzado como descarga digital en el Reino Unido el 7 de septiembre de 2012. La canción alcanzó su punto máximo con el número 28 en la lista de singles del Reino Unido. La canción se estrenó en la BBC Radio 1 como 'Hottest Record In The World' de Zane Lowe en 3 de septiembre de 2012.

## Video musical
Un vídeo musical para acompañar el lanzamiento de «Two Fingers» fue lanzado por primera vez en YouTube el 23 de septiembre de 2012 a una longitud total de tres minutos, y cuarenta y cuatro segundos.

## Lista de canciones
Descarga digital

| N.º | Título        | Duración |  |
| 1.  | «Two Fingers» | 3:16     |  |

## Posicionamiento en listas
| Listas (2012)                               | Mejor posición |
| ------------------------------------------- | -------------- |
| Bélgica (Flandes) (Ultratip Bubbling Under) | 8              |
| Bélgica (Valonia) (Ultratip Bubbling Under) | 34             |
| Escocia (Scottish Singles Sales Chart)      | 23             |
| Reino Unido (UK Singles Chart)              | 28             |

## Historial de lanzamientos
| País           | Fecha                   | Formato          | Discográfica                   |
| -------------- | ----------------------- | ---------------- | ------------------------------ |
| Reino Unido    | 7 de septiembre de 2012 | Descarga digital | Mercury Records                |
| Estados Unidos | 4 de febrero de 2013    | Airplay          | Mercury Records/Island Records |